# 存爱堂
存爱堂（五世同堂）位于中国安徽省黄山市歙县郑村镇棠樾村前街，为孝子鲍灿之父古屋，始建于明初成化前，“存爱堂”匾额为明周藩王所书。清初重建，坐北朝南，前后四进，面阔三开间，现在前三进保存完好，厅堂用硕大的楠木建造，木雕细腻。清嘉庆年间，名医鲍集成妻节孝持家，子孙和睦相处，获朝廷颁赐“五世同堂”匾额。
2013年3月，存爱堂与棠樾村的前街明宅、从心堂、慎德堂、静修堂、保艾堂、承启堂、存养山房及欣所遇斋、鲍兴斋中药店等12处文物建筑棠樾古民居列为第七批全国重点文物保护单位。